# Jordánia az 1992. évi nyári olimpiai játékokon
Jordánia a spanyolországi Barcelonában megrendezett 1992. évi nyári olimpiai játékok egyik részt vevő nemzete volt. Az országot az olimpián 3 sportágban 4 sportoló képviselte, akik érmet nem szereztek.

## Asztalitenisz
Női
| Versenyző      | Versenyszám | Csoportkör                                                                                                 | Csoportkör | Nyolcaddöntő      | Negyeddöntő       | Elődöntő          | Döntő             | Helyezés |
| Versenyző      | Versenyszám | Ellenfél Eredmény                                                                                          | Hely.      | Ellenfél Eredmény | Ellenfél Eredmény | Ellenfél Eredmény | Ellenfél Eredmény | Helyezés |
| -------------- | ----------- | --- | ---------- | ----------------- | ----------------- | ----------------- | ----------------- | -------- |
| Nadia Al-Hindi | Egyes       | A csoport · Teng Ja-ping (Deng Yaping) (CHN) · 0-2 · Insook Bhushan (USA) · 0-2 · Barbara Chiu (CAN) · 0-2 | 4.         | kiesett           | kiesett           | kiesett           | kiesett           | 49.      |

## Atlétika
Férfi
| Versenyző      | Versenyszám | Előfutam | Előfutam | Előfutam | Döntő   | Döntő    |
| Versenyző      | Versenyszám | Idő      | Hely.    | Össz.    | Idő     | Helyezés |
| -------------- | ----------- | -------- | -------- | -------- | ------- | -------- |
| Awad Al-Hasini | 5000 m      | 14:55,58 | 13.      | 48.      | kiesett | kiesett  |
| Awad Al-Hasini | 10 000 m    | 30:43,19 | 22.      | 47.      | kiesett | kiesett  |

| Versenyző                     | Versenyszám | Selejtező | Selejtező | Döntő    | Döntő    |
| Versenyző                     | Versenyszám | Eredmény  | Helyezés  | Eredmény | Helyezés |
| ----------------------------- | ----------- | --------- | --------- | -------- | -------- |
| Fahr ed-Dín Fuád ed-Dín Dzsór | Magasugrás  | 205 cm    | 42.       | kiesett  | kiesett  |

## Sportlövészet
Nyílt
| Versenyző       | Versenyszám | Selejtező | Selejtező | Elődöntő | Elődöntő | Döntő   | Döntő    |
| Versenyző       | Versenyszám | Pont      | Helyezés  | Pont     | Helyezés | Pont    | Helyezés |
| --------------- | ----------- | --------- | --------- | -------- | -------- | ------- | -------- |
| Khaled Naghaway | Skeet       | 41        | 60.       | kiesett  | kiesett  | kiesett | kiesett  |